# Palazzo Mastrozzi

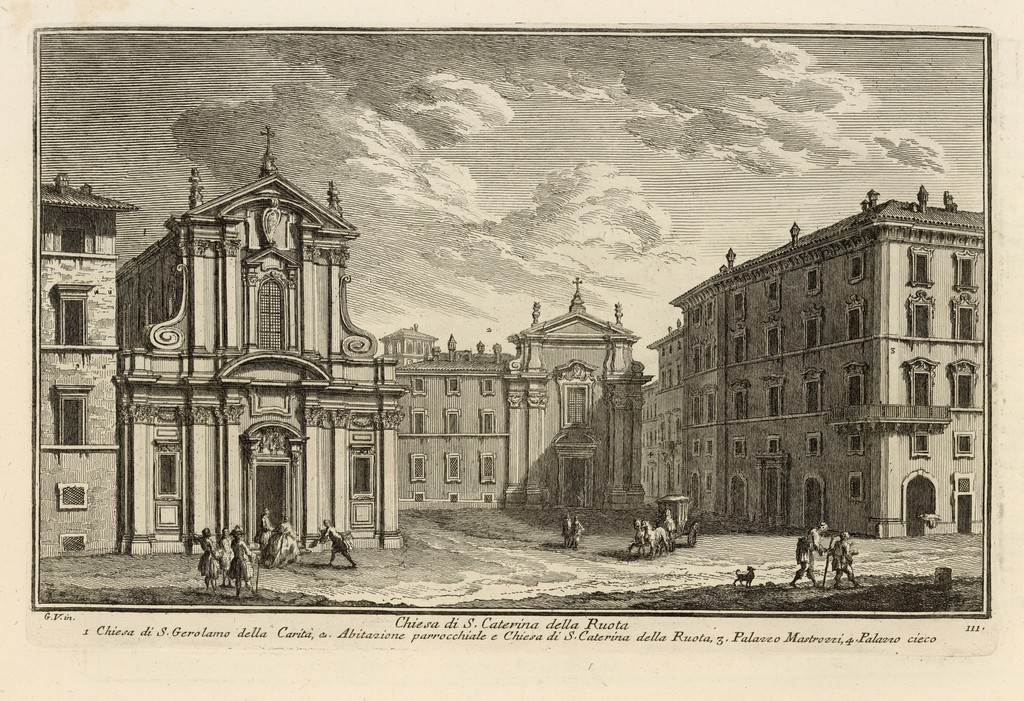
Vista da Piazza di Santa Caterina della Rota. O Palazzo Mastrozzi está à direita. As duas igrejas, da esquerda para a direita, são San Girolamo della Carità e Santa Caterina della Rota.

Palazzo Mastrozzi ou Palazzo Mastrozzi Graziosi é um palácio do final do século XVII localizado na Piazza di Santa Caterina della Rota, no rione Regola de Roma. Desde a sua construção foi um palácio de apartamentos para aluguel.

## História e decoração
O palácio foi construído para a família Mastrozzi e foi adquirido logo depois pelos Graziosi. No piso térreo, o edifício se abre num portal flanqueado por duas colunas de mármore caneladas, provavelmente anterior ao edifício, com uma fachada que apresenta em um mezzanino e três pisos de seis janelas decoradas com estuque: com tímpanos ondulados e cabeças femininas no primeiro andar, com pequenas conchas, mascarões e festões no segundo e com putti e festões no terceiro. Duas lesenas se estendem por toda a altura decorando as esquinas do edifício e um belo beiral, com belos ornamentos, concluem a fachada.
Ao longo da Via di Monserrato há mais três palácios similares, como o Palazzetto Giangiacomo (nº 105), do final do século XVI.